# 東根頼景
東根 頼景（ひがしね よりかげ）は、戦国時代から安土桃山時代にかけての武将。天童氏一門。東根氏7代当主。出羽国東根城主。

## 生涯
天童頼貞の次男として誕生。
東根頼息の養嗣子となり東根姓を名乗る。
兄・天童頼澄の最有力家臣（同盟者）である延沢満延が最上義光の調略によって天童氏を離反すると、天童八楯（最上八楯）と呼ばれる天童氏に属した有力国人達は次々と最上氏へ鞍替えしたが、頼景はその動きに同調せず、あくまで最上氏への抵抗を試みた。
しかし、天正9年（1581年）5月10日、抵抗虚しく数十人の部下と共に非業の死を遂げた。
この時、一説では家臣・里見源右衛門の裏切りに遭ったとの説もあるが、『最上・天童・東根氏系譜』によれば、頼景は天正九年の最上氏による庄内酒田攻めのときに討死したとあり、そのあとを弟の源右衛門景佐が相続して、里見薩摩を名乗ったとなっている。

残された頼景の末裔は現在の岩手県沢内村坂本神社付近に落ち延びその地に土着。
その後、現在の秋田県仙北郡六郷東根付近に移住、東根氏初代・頼高の姓である坂本を称す。
子孫には秋田県仙北郡の先覚者と呼ばれ貴族院議員を務めた坂本理一郎氏がいる。